# Johnnie Fedora and Alice Bluebonnet
Pour plus de détails, voir Fiche technique et Distribution.
Johnnie Fedora and Alice Bluebonnet est un court métrage d'animation américain  réalisé par Jack Kinney et produit par Walt Disney Productions, sorti initialement le 20 avril 1946, comme une séquence du film La Boîte à musique, puis seul le 21 mai 1954 les années 1890.

## Synopsis
L'histoire narre la rencontre entre humain mais du point de vue des chapeaux. Alice est un chapeau de soleil pour femme bleu avec des roses sur son pourtour et un nœud à l'arrière tandis que Johnnie est un fedora gris avec un bandeau brun. Alors qu'ils étaient tous les deux en vente dans une vitrine d'un magasin, Alice est vendu, suivi peu de temps après par Johnnie. Johnnie posé sur la tête de son propriétaire cherche durant plusieurs semaines Alice qu'il entrevoit alors au loin mais il est retiré. Plusieurs saisons s'écoulent quand il ressort enfin et tombe dans un égout. Un glacier le récupère et perce deux trous dans le chapeau pour le placer sur la tête d'un cheval. Juste à côté, un autre cheval est orné d'un chapeau, c'est Alice.

## Fiche technique
- Titre original : Johnnie Fedora and Alice Bluebonnet
- Réalisateur[8] : Jack Kinney
- Thème musical : « A Love Story » par The Andrews Sisters
- Version française interprétée par Édith Piaf et les Compagnons de la chanson
- Producteur : Walt Disney
- Production : Walt Disney Productions
- Distributeur : Buena Vista Pictures
- Pays d'origine :  États-Unis
- Langue : Anglais
- Format : Couleur (Technicolor) - Son : Mono
- Durée : 4 min
- Date de sortie :
  - États-Unis : Dans La Boîte à musique : 20 avril 1946
  - États-Unis : Seul : 21 mai 1954[3]

## Commentaires
- Le carton d'ouverture de la séquence[1] nous donne le titre avec l'orthographe "Johnnie". Cependant le film est souvent mentionné avec l'orthographe « Johnny »[9], ce qui est le cas de plusieurs auteurs de référence pour Disney : Leonard Maltin[10], John Grant[11], Dave Smith[3] ou Jerry Beck[12].
- L'histoire de Johnnie Fedora and Alice Bluebonnet avait été imaginée en 1939 pour un court métrage par Joe Grant, du département des maquettes[13]. Un script de cinq pages daté du 24 novembre 1939 est présent dans les archives de production du film[14].
- Techniquement, il a été difficile de conserver une constante dans la minimisation des visages des personnages, corollaire du concept de cette séquence[4]. Pour Beck, le style graphique rappelle celui « du Fleischer Studios qui copiait celui de Disney quelques années plus tôt[12]. »

## Voir  aussi

### Liens  externes
- « Johnnie Fedora and Alice Bluebonnet » (présentation de l'œuvre), sur l'Internet Movie Database